# Sansone in sacrificio
La tarsia Sansone in sacrificio, conosciuta anche come Genitori di Sansone in sacrificio, fa parte delle tarsie del coro della basilica di Santa Maria Maggiore. È collocata sul presbiterio nella parte dedicata al coro dei laici, sesta spalliera. Uno studio delle tarsie e dei disegni preparatori fu realizzato dalla studiosa Francesca Cortesi Bosco e pubblicato nel 1987.

## Storia
La congregazione della Misericordia Maggiore, che amministrava la basilica mariana, e che aveva deciso di completare il presbiterio con un nuovo altare e con il nuovo coro, il 12 marzo 1524 affidò a Lorenzo Lotto la realizzazione dei disegni per le tarsie Il disegno preparatore viene realizzato dall'artista veneziano nel 1529 con la realizzazione della tarsia da parte del Capoferri nel 1530, al loverese fu assegnata anche la profilatura terminata nel medesimo anno. La congregazione, nei suoi rappresentanti, inviò a Venezia Nicolò da Tercio perché ritirasse i nuovi disegni preparatori delle tarsie che l'artista ritardava a consegnare in quanto si dichiarava molto disturbato nei suoi pensieri, la sua mente era: molto travagliata da varie et strane pertubatione. Il 28 maggio consegnò quindi: dui de li quadri piccoli coloriti on una parte de la istoria de Sansone, venendo registrate l'11 giugno 1529 nel Liber Fabrice duobos aliis designis seu quadris ex parvis.
La tarsia fu iniziata dal Capoferri subito dopo la consegna del disegno ma il periodo di peste e carestia che colpì la città obbligo a un periodo di sospensione, fu quindi ultimata, profilata e consegnata il 27 ottobre 1530.

## Descrizione

### Tarsia
L'invenzione o storia raffigura l'evento raccontato nell'Antico Testamento nel Libro dei Giudici.(Giudici 13,2 - 24) 
Il titolo Sansone in sacrificio fu proprio voluto dal Lotto stesso, e pose da subito, qualche perplessità perché non corrispondente alla storia e alla raffigurazione, che i sviluppa su quattro unità iconografiche che iniziano nella parte superiore dove si crea il fondo fino a svilupparsi sul primo piano. 
A destra della tarsia vi è raffigurato un accampamento militare composto di tende dove vi sono appoggiate lance e alabarde a indicare il conflitto che da quarant'anni incombeva sugli israeliti a oepra dei filistei. Cicina alle tende la moglie di Manue che essendo sterile non aveva avuto figli, e accanto a lei l'angelo che le annuncia la sua prossima maternità e la nascita di un figlio maschio che sarebbe stato il liberatore del popolo d'Israele. Segue sempre sul lato destro ma nella parte inferiore della tavola, il secondo incontro con l'angelo che conferma l'annuncio della nascita di un figlio che sarà fin da giovane, al servizio di Dio. 
L'angelo alza il braccio destro verso il cielo, indicando che lui è un messaggero divino e che le sue parole sono parole di Dio, e quello sinistro alla terra, invitando a donare come olocausto l'agnello che Manue tiene tra le braccia e l'anfora tenuta dalla sua sposa quale offerta al Signore. Solo in primo piano sul lato destro si conclude il racconto con l'ara davanti alla quale si pongono i due coniugi che vengono colti dallo stupore nel vedere l'angelo annunciante entrare nelle fiamme per salire al cielo.
I due personaggi indossano abiti cinquecenteschi, e la donna è coperta da un copricapo completo di un velo che la copre fin sotto la vita, tipico delle donne coniugate, mentre l'angelo indossa una veste leggerissima legata in vita, come già aveva raffigurato nella pala Martinengo e nel Polittico di Ponteranica, e così nelle varie raffigurazioni che hanno una presenza angelica, viene infatti unita questa raffigurazione con l'arcangelo Gabriele e l'annuncio a Maria. 

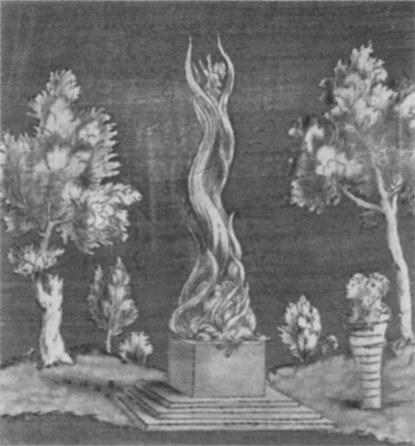
Coperto dalla tarsia Sansone in sacrificio

### Coperto
Il coperto o “picture a claro et obsuro” o impresa venne consegnato nel suo disegno preparatore dal Lotto il 25 gennaio 1531 con altri cartoni. Per comprendere appieno il significato di questa raffigurazione, serve conoscere l'invenzione o storia, così come entrare nella mente tanto raffinata e studiosa nell'artista veneziano. Lotto riporta nel coperto il solo significato dell'annuncio che è anche il motivo dell'olocausto delle offerte che bruciano e con le alte fiamme salgono verso il cielo con l'angelo annunciante, che però sembra più un adolescente, con le braccia aperte e le mani rivolte al cielo. Non vi è più la raffigurazione di un fianco ma un'anfora e l'agnello è invece un capretto. L'altare ha tre gradini e non più i due come in altre raffigurazioni. L'ara è collocata nel centro di un prato con un albero frondoso posto sul lato destro e uno spezzato sul lato sinistro. Sempre a destra dell'altare vi è un pilastro dove sono posti i busti dei due sposi in abiti antichi, differenti da quelli raffigurati nella tarsia, porterebbe a pensare a una raffigurazione funeraria essendo il pilastro avvolto in una fasciatura che riprende le bende con le quali erano avvolti i morti dove è presente la scritta: conjugium conjufes. La copia volge lo sguardo verso le fiamme che salgono al cielo. Il coperto pare consacrare il matrimonio sia fisicamente che spiritualmente, unione quindi di spirito e anima. I due busti raffigurano quindi l'allontanarsi degli uomini dalle cose terrene e salendo, con lo sguardo, verso Dio, liberano l'anima da ogni peccato e da ogni peso e oppressione umana. Offrendo sull'ara dell'olocausto l'agnello, l'uomo rinuncia alla carne, e offrendo il vino rinuncia così ai piaceri della vita.
Il coperto è l'unione del sacrificio alla mensa liturgica, con l'agnello che diventa Cristo e la sua carne nostro cibo, e il suo sangue nostra bevanda. L'adolescente raffigura le tre virtù teologali che si innalzano verso Dio.